# Комарники (Львовская область)
Комарники — горное село в Борынской поселковой общине Самборского района Львовской области Украины.
Расположено в долине р. Стрый, в 25 км от районного центра, в 19 км от железнодорожной станции Нижняя Яблонька.
Рядом находятся горные сёла Буковинка, Закичера и Зворец.

## История
Основано как одно из сёл — пограничных застав в целях укрепления границ и охраны древнего «Русского шляха» — торгового пути, проходившего по долине р. Стрый. Кроме с. Комарники, в систему блокпостов на границе входили сёла: Ильник, Явора, Высоцкое и Турка.
Первое письменное упоминание о селе датируется 1493 годом.
Со времён первой мировой войны за селом на горе сохранились два австро-венгерских военных кладбища.
В Комарниках находится действующая православная деревянная церковь св. Николая с колокольней 1817 года, являющаяся памятником архитектуры национального значения.
На территории села обнаружен клад из 12 бронзовых мечей начала I тысячелетия до н. э.

## Персоналии
- В с. Комарники родился украинско-американский шахматист, чемпион Львова 1929, чемпион Галичины 1928 и 1942, чемпион Парижа в 1951, 1953 и 1954, филолог Попель, Степан Михайлович (1907—1987).
- Рядом с с. Комарники 29 марта 1915 г. 13-й стрелковый полк под командованием полковника Сергея Леонидовича Маркова прорвал оборону австро-венгров, за что С. Л. Марков был удостоен ордена Святого Георгия 4-й степени.